# Scotopteryx tangens
Scotopteryx tangens là một loài bướm đêm trong họ Geometridae.